# Charles Michel (1874-1967)

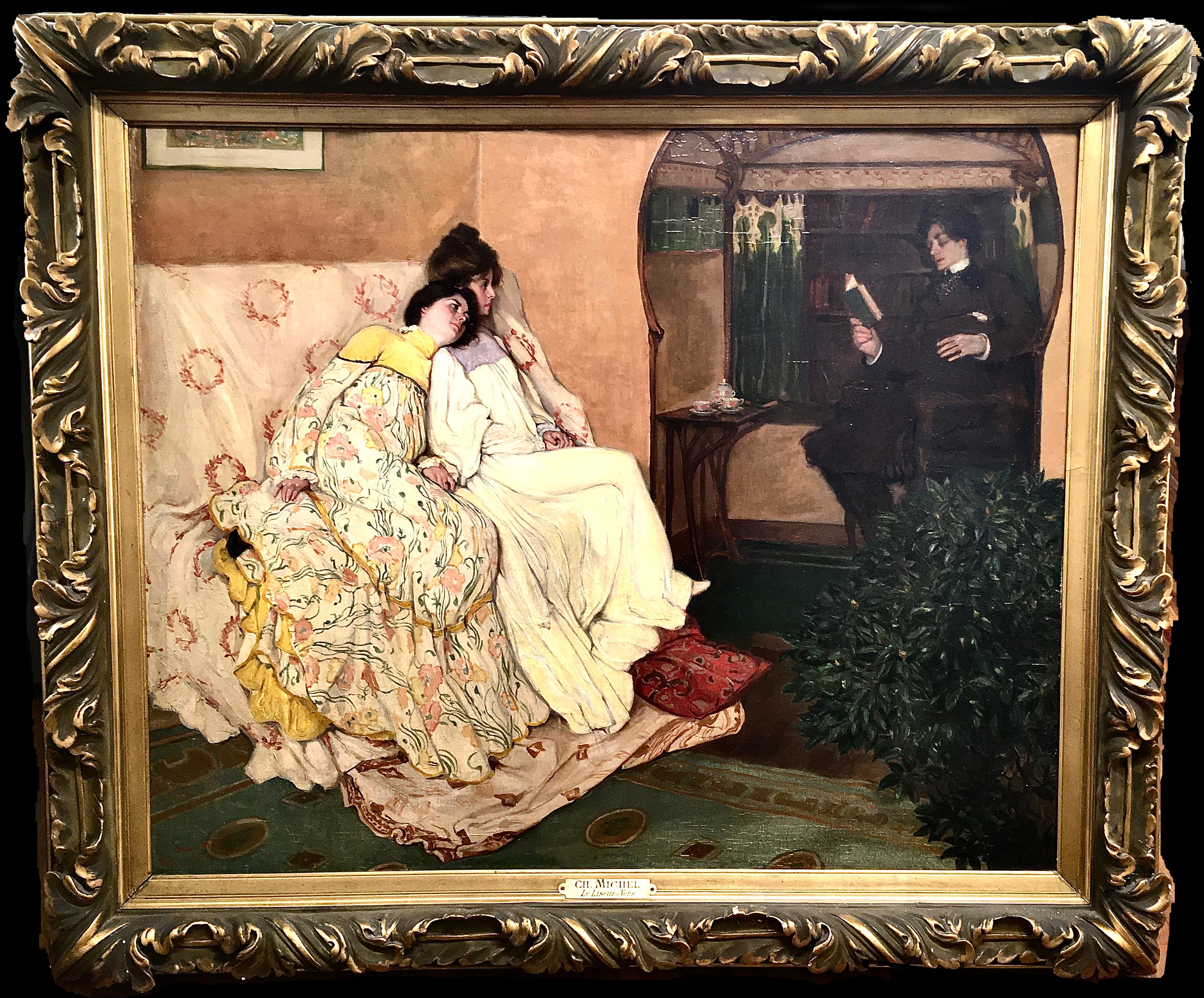
Schilderij 'Le liseur de Vers' van de Belgische kunstschilder Charles Michel (1874-1967).

Charles Michel (Luik, 1874 – Mexico, 1967) was een Belgisch kunstschilder, aquarellist, illustrator en ontwerper van affiches.

## Levensloop
Hij startte zijn opleiding aan de Académie royale des beaux-arts in Luik. Op 17-jarige leeftijd vertrok hij naar Parijs waar hij onder meer les volgde aan de École nationale supérieure des beaux-arts bij Benjamin-Constant en Jean-Léon Gérôme. Hij specialiseerde zich in portretten, landschappen en figuren. Hij was lid van de Brusselse kunstkring Pour L'Art. Hij illustreerde een affiche, verschillende postkaarten en het boek "Tournoi de Chevalerie" dat in 1905 uitgegeven werd naar aanleiding van de feestelijkheden van het 75-jarig bestaan van het Koninkrijk België. Hij werd daarna  hofschilder van de Belgische Koninklijke familie en directeur van de eerste tentoonstelling van moderne kunst in Mexico die doorging in 1922 in het oude museum van San Carlos. Woonde in de jaren ’30 en ’40 op de Grote Markt te Brussel. Hij vestigde zich in 1946 definitief in Mexico.

## Tentoonstellingen
- 1894: Tentoonstelling in de Royal Academy in Londen.[2]
- 2016: "Charles Michel: post impresionista belga en México" in het Museo Nacional de San Carlos, Mexico.[3]

## Werk in collectie
Men vindt zijn werken terug in de collecties van verschillende musea waaronder Belgische museau in Luik en Elsene en ook in het Museo Nacional de San Carlos in Mexico.